# MHC Boxmeer
De Mixed Hockey Club Boxmeer is de hockeyclub in de gemeente Land van Cuijk. De club telt op 31 oktober 2017 461 leden. De meeste leden komen uit Boxmeer, maar er komen ook tientallen leden uit omliggende dorpen en uit de Limburgse gemeente Bergen. De club is opgericht in 1962. De club bevat 1 kunstgraswaterveld, 1 zandgestrooid kunstgrasveld en 1 waterinspeelveld. Pieter-Paul Geurts is sinds 2015 de voorzitter van deze vereniging. 
De MHCB, gelegen in het westen van Boxmeer, aan de rand van het dorp en in de buurt van de verbindingsweg tussen Nijmegen en Venlo, de A73. Deze vereniging bevindt zich in een sportpark waar onder andere de voetbalclub Olympia '18 en de tennisclub Topspin zich bevinden, aan de Sportlaan. De club heeft een clubhuis met onder de grond de kleedkamers, waar menig uitspelend team zich in vergist door te veronderstellen dat er geen kleedkamers zijn. Het clubblad wordt de Nieuwsbrief genoemd. Vanaf het seizoen '18/'19 gaat een deel van de jongenstak samen verder met de jongenstak van Civicum.

## De teams van MHC Boxmeer (seizoen ‘19/‘20)
- Heren 1, 2
- Jong Heren 1
- Dames 1, 2, 3, 4
- Jongens A1, C1, D1 Boxmeer/Civicum
- Meisjes A1, A2, B1, B2, B3, B4, C1, C2, C3, D1, D2
- Mini's en Benjamins
- Heren Veteranen A en L
- Trimleden
- G-hockey

De 2 hoofdteams van Boxmeer zijn Heren 1 en Dames 1. De Heren 1 komt uit in de 3e klasse C. De Hoofdcoach van de Heren 1 is Michiel de Vos. De Dames 1 spelen 2e klasse D. Hun trainer is sinds dit seizoen Pierre Regnault.
De Heren Veteranen A spelen 1e klasse.
Van de jeugdteams speelt in het komende voorjaarsseizoen 1 team 1ste klasse, dit is de MD1. Alle leden van de MHCB beoefenen hockey als hun hobby zodat er niemand betaald wordt voor zijn prestaties.
Verder wordt er in de winter gezaalhockeyd door verschillende teams. Trainingen en wedstrijden zijn dan in het Hoogkoor, in het centrum van Boxmeer.

## De MHCB, huidige gebeurtenissen en ontwikkelingen
Het eerste veld is in 2012 gerenoveerd en was tot en met 2023 een semi-waterveld. In de zomer van 2023 werd het eerste veld nog een keer gerenoveerd en is sindsdien een waterkunstgrasveld. Ook werd in begin 2020 het Clubhuis gerenoveerd.
Het tenue is een shirt in de kleuren groen en zwart en het broekje is zwart met daaronder zwarte sokken met een groen randje.